# Jon Magnusson
Pour les articles homonymes, voir Magnusson.
Jón ou Jean (II) Magnusson des Orcades (mort vers 1310). Comte des Orcades et comte de Caithness 1284 à 1310.

## Règne
Jón II Magnusson est le frère cadet et successeur de Magnus (IV) Magnusson.
Le 12 mars 1289, il est un des signataires de la lettre adressée par les nobles d'Écosse au roi Édouard Ier d'Angleterre au sujet du projet de mariage de son fils le prince Édouard et de la reine Marguerite Ire d'Écosse.
Le 13 mai 1291, il bénéficie d'un sauf conduit valable jusqu'au 24 juin pour rencontrer le roi Edouard Ier à Norham. Il est convoqué au premier Parlement tenu par le roi Jean d'Écosse à Scone le 10 février 1293. Le 28 août 1296, il obtient un nouveau sauf conduit du roi Édouard Ier d'Angleterre valable jusqu'au 29 septembre et il jure fidélité au nouveau souverain à  Murkle au Caithness en août 1297.
En 1300, le Jarl Jón se trouve sans doute à Bergen à la cour de Norvège dont le roi est son suzerain pour les Orcades car selon les Annales d'Islande il y est fiancée avec Ingeborg Eriksdatter âgée de 2 ans, la fille du roi Éric II de Norvège et de sa seconde épouse Isabelle Bruce sœur du roi Robert Ier d'Écosse .
Jón  Magnusson meurt sans doute avant 1310 car la jeune Ingeborg Eriksdatter est fiancée de nouveau entre 1311 et le 29 septembre 1312 avec son futur époux Valdemar Magnusson duc de Finlande

## Postérité
Le nom de son épouse, morte avant 1300, n'a pas été retenu. Il laisse un fils et successeur Magnus (V) Jónsson